# Biểu lộ cảm xúc

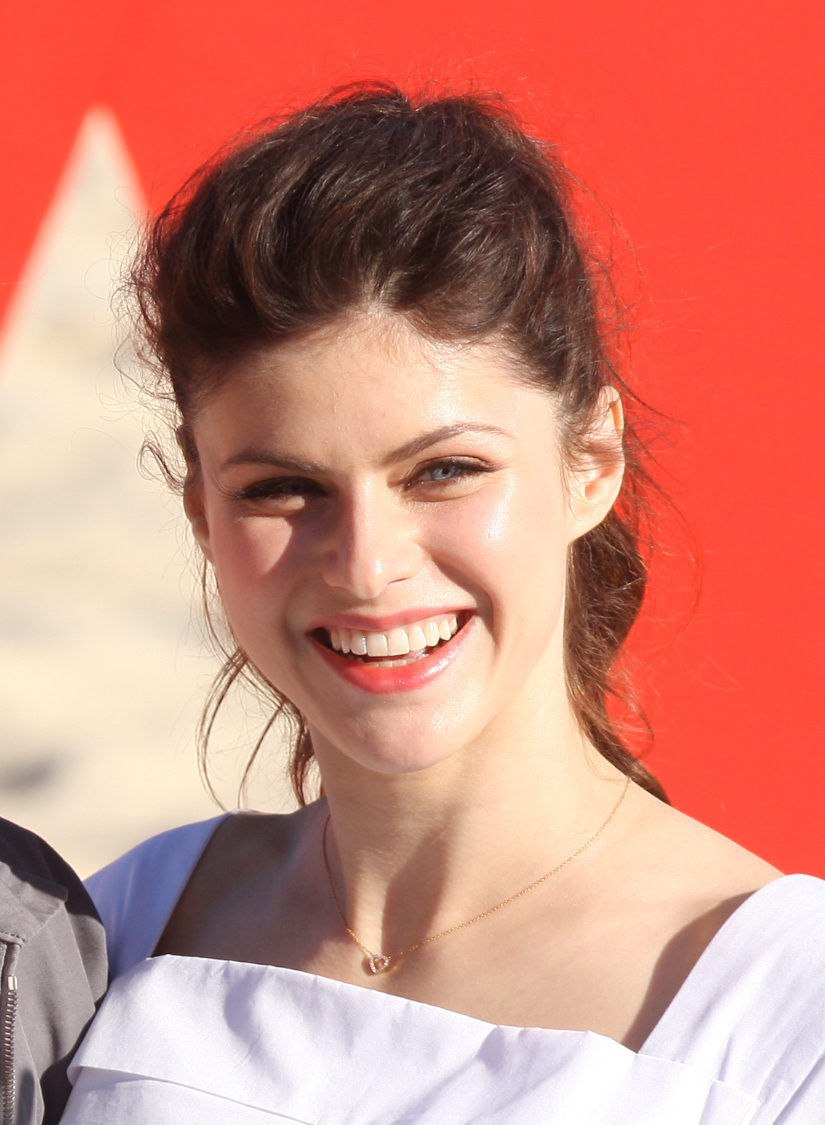
Vẻ mặt biểu cảm của nữ diễn viên Alexandra Daddario

Biểu lộ cảm xúc (Emotional expression) hay còn gọi là biểu cảm là một hành vi, cử chỉ thể hiện trạng thái cảm xúc hoặc thái độ cảm xúc, tình cảm. Biểu cảm có thể bằng lời nói, hành xử hoặc giao tiếp phi ngôn ngữ, và có thể xảy ra có hoặc không có tự nhận thức. Biểu hiện cảm xúc bao gồm biểu cảm khuôn mặt (cử động khuôn mặt) như mỉm cười hoặc nhíu mày, các hành vi đơn giản như khóc, cười, hoặc nói "cảm ơn", và các hành vi phức tạp hơn như viết thư hoặc tặng quà. Mỗi cá nhân có thể kiểm soát một cách có ý thức các biểu hiện cảm xúc của mình tuy nhiên, họ không cần phải có nhận thức có ý thức về trạng thái cảm xúc hoặc tình cảm của mình để thể hiện cảm xúc. Các nhà nghiên cứu về tâm lý học đã đề xuất nhiều mô hình lý thuyết khác nhau và thường cạnh tranh nhau để giải thích cảm xúc và biểu hiện cảm xúc, bắt nguồn từ cuộc thảo luận của Charles Darwin về cảm xúc như một khả năng tiến hóa. 
Mặc dù không có lý thuyết nào được chấp nhận rộng rãi về cảm xúc, các nhà lý thuyết về cảm xúc đều đồng ý rằng trải nghiệm cảm xúc và thể hiện chúng theo nhiều cách khác nhau, chẳng hạn như bằng giọng nói, khuôn mặt và cơ thể, là chìa khóa cho giao tiếp của con người. Chuẩn mực văn hóa và niềm tin của một xã hội cũng ảnh hưởng và định hình các biểu hiện cảm xúc của các thành viên trong xã hội đó, và các biểu hiện phù hợp và quan trọng trong một nền văn hóa có thể là cấm kỵ trong một nền văn hóa khác. Tính biểu cảm cao có thể hữu ích trong việc giải quyết xung đột liên quan đến mối quan hệ một cách xây dựng. Cảm xúc mãnh liệt là một trạng thái tâm lý đặc trưng bởi cường độ cảm xúc cao hơn nhiều so với bình thường, một người trải qua cảm xúc mãnh liệt, sôi sục, các cảm nhận, suy nghĩ và phản ứng của họ trở nên cực đoan, thái quá và khó kiểm soát. Những người có tính cách này thường có thể cảm nhận cả những cảm xúc tích cực (hạnh phúc, tình yêu, phấn khích) và tiêu cực (sợ hãi, đau khổ, tuyệt vọng) ở mức độ rất sâu sắc và mạnh mẽ.

## Đại cương

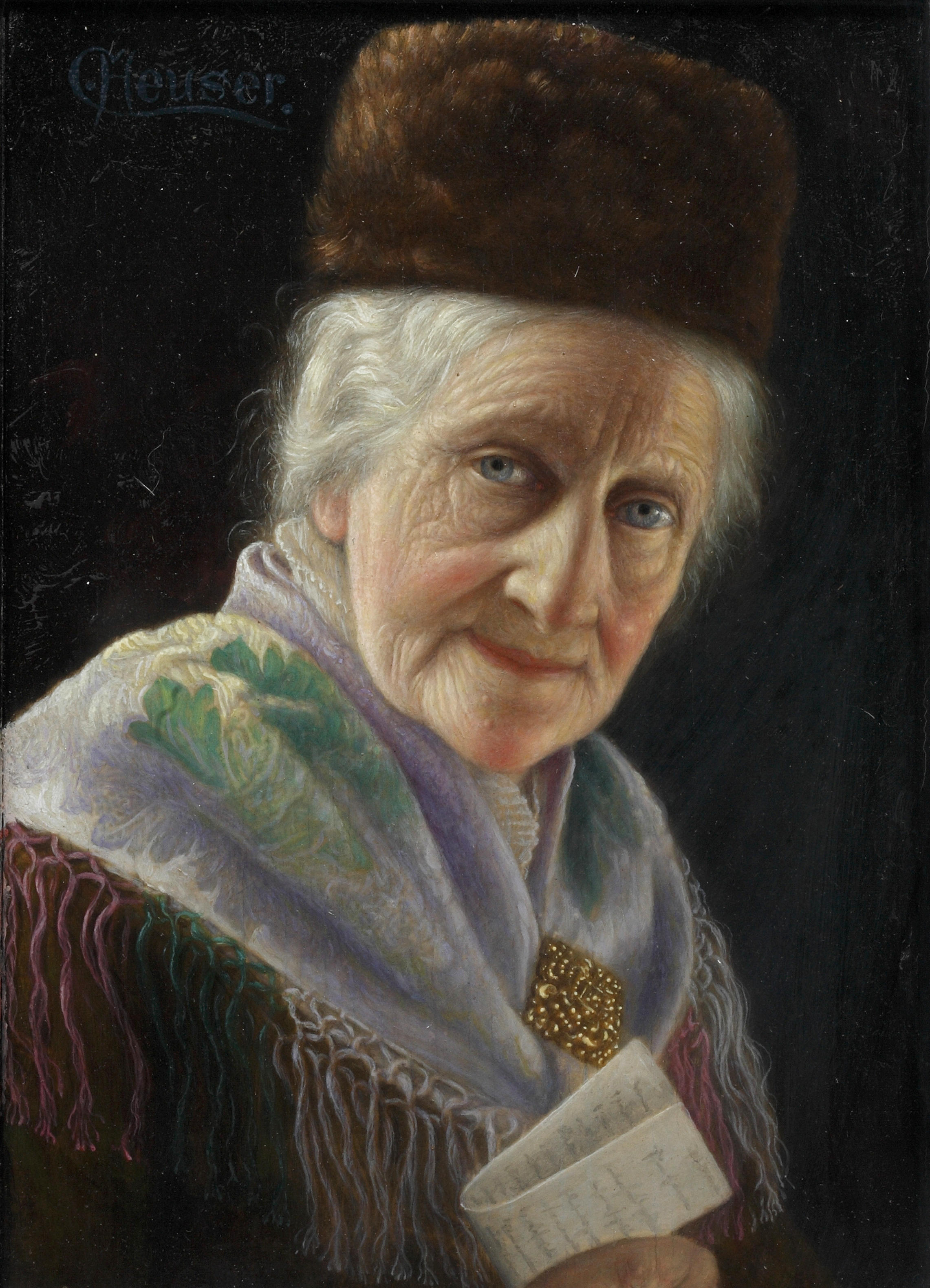
Hoạ phẩm về biểu cảm của một bà lão sau khi đọc xong một bức thư

Có nhiều lý thuyết khác nhau về bản chất của cảm xúc và cách nó được thể hiện trong não bộ và cơ thể. Trong số những yếu tố phân biệt các lý thuyết về cảm xúc, có lẽ nổi bật nhất là những quan điểm khác nhau về biểu hiện cảm xúc. Một số lý thuyết về cảm xúc coi cảm xúc là cơ bản về mặt sinh học và ổn định ở mọi người và mọi nền văn hóa. Những quan điểm này thường được gọi là "cảm xúc cơ bản" vì chúng xem cảm xúc là yếu tố cơ bản về mặt sinh học. Theo quan điểm này, biểu hiện cảm xúc của một cá nhân đủ để xác định trạng thái cảm xúc nội tâm của người đó. Nếu một người mỉm cười, họ đang vui. Nếu một người khóc, họ đang buồn. Mỗi cảm xúc đều có một khuôn mẫu biểu hiện nhất quán và cụ thể, và khuôn mẫu phản ứng đó chỉ được thể hiện trong cảm xúc đó chứ không phải trong các cảm xúc khác. Biểu hiện cảm xúc trên khuôn mặt là những kích thích đặc biệt nổi bật để truyền tải các tín hiệu phi ngôn ngữ quan trọng đến người khác. Vì lý do đó, biểu hiện cảm xúc là những chỉ báo trực tiếp tốt nhất về thái độ và khuynh hướng tình cảm của một cá nhân. 
Ngày càng có nhiều bằng chứng cho thấy các vùng não thường tham gia vào quá trình xử lý thông tin cảm xúc cũng được kích hoạt trong quá trình xử lý cảm xúc trên khuôn mặt. Một số lý thuyết về cảm xúc cho rằng biểu hiện cảm xúc linh hoạt hơn, và cảm xúc có một thành tố nhận thức. Những lý thuyết này giải thích tính dễ uốn nắn của cảm xúc bằng cách cho rằng con người đánh giá các tình huống và, tùy thuộc vào kết quả đánh giá, các cảm xúc khác nhau và các biểu hiện cảm xúc tương ứng sẽ được kích hoạt. Xu hướng đánh giá một số tình huống nhất định là cảm xúc này hay cảm xúc khác có thể khác nhau tùy theo từng người và văn hóa; tuy nhiên, các mô hình đánh giá vẫn cho rằng có những phản ứng cơ bản đặc trưng và nhất quán với từng cảm xúc mà con người cảm nhận. Các lý thuyết khác về cảm xúc cho rằng cảm xúc được xây dựng dựa trên từng con người cụ thể, tình huống, văn hóa và kinh nghiệm trong quá khứ, và không có phản ứng cảm xúc nào được lập trình sẵn và nhất quán với cảm xúc này hay cảm xúc khác. Trong tâm lý học, việc biểu lộ cảm xúc là một phần quan trọng của sức khỏe tinh thần và các mối quan hệ xã hội. Biểu lộ cảm xúc một cách lành mạnh giúp cá nhân giải tỏa căng thẳng, hiểu rõ hơn về bản thân, và xây dựng sự kết nối sâu sắc với người khác, còn việc kìm nén cảm xúc có thể dẫn đến các vấn đề tâm lý như lo âu, trầm cảm.

## Chú thích

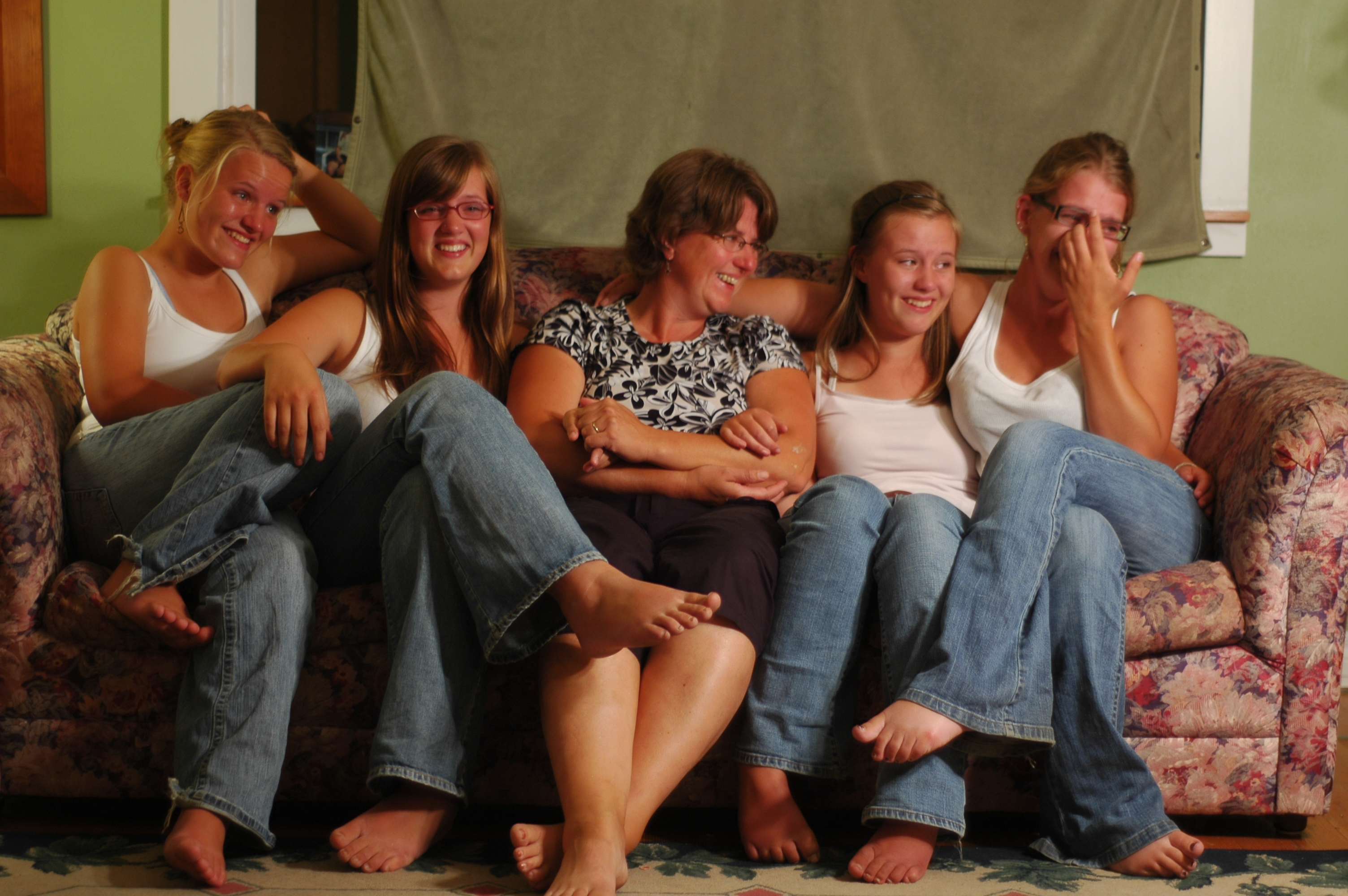
Cảm xúc vui vẻ của một nhóm bạn

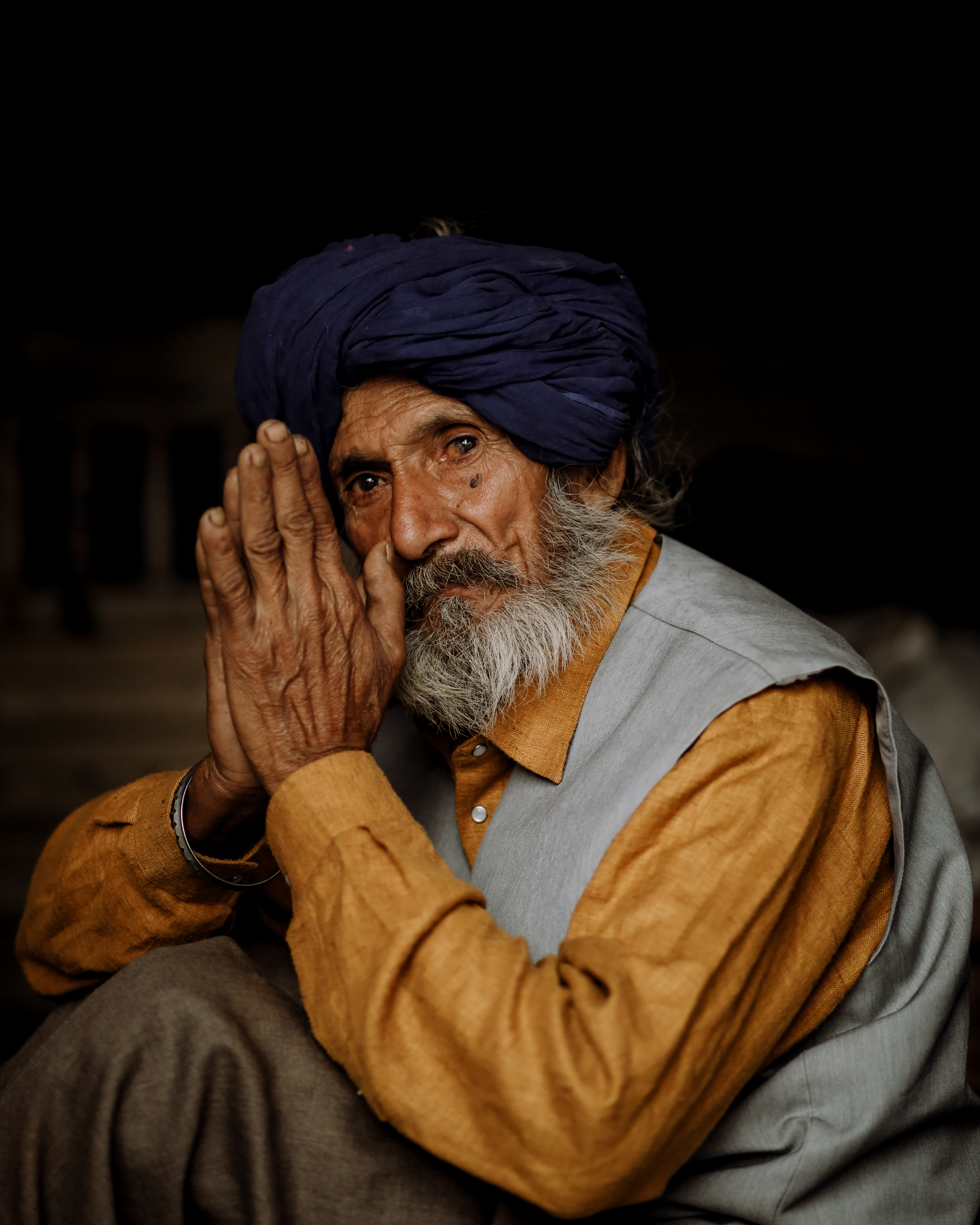
Vẻ mặt biểu cảm của một ông lão Ấn Độ